# Bitwa o Lubań
Bitwa o Lubań – starcie zbrojne pomiędzy jednostkami bojowymi Armii Czerwonej i Wehrmachtu w celu opanowania miasta Lubań, część operacji dolnośląskiej przeprowadzonej w ramach ofensywy 1 Frontu Ukraińskiego, które miało miejsce na przełomie lutego i marca 1945 roku. Podczas walk oddziały Armii Czerwonej zdołały zająć około połowy miasta Lubań (niem. Lauban), lecz wojska niemieckie rozpoczęły kontrofensywę o kryptonimie „Kozica” (niem. Gemse) mającą za zadanie przerwania oblężenia twierdzy Wrocław (niem. Festung Breslau) i tym działaniem zamknęły wojska radzieckie w mieście. Przeprowadzona operacja wyrwania wojsk radzieckich z okrążenia zakończyła się sukcesem i jednostki Armii Czerwonej wycofały się z miasta, które pozostało w rękach niemieckich aż do kapitulacji III Rzeszy 8 maja 1945 roku.

## Przebieg bitwy
12 stycznia 1945 Armia Czerwona rozpoczęła operację wiślańsko-odrzańską w ramach ofensywy zimowej. Natarcie na niemieckie linie obrony pozwoliło wkroczyć wojskom radzieckim na terytorium III Rzeszy. Oddziały 1 Frontu Ukraińskiego wkroczyły na teren Dolnego Śląska. 13 lutego rozpoczęła się bitwa o Wrocław, najważniejszego przemysłowego centrum Dolnego Śląska. Miasta nie udało się zdobyć, jego oblężenie trwało do 6 maja, natomiast główne siły (przede wszystkim armie pancerne: 3 Gwardyjska Armia Pancerna gen. Pawła Rybałko i 4 Gwardyjska Armia Pancerna gen. Dmitrija Leluszenko) kontynuowały uderzenia w głąb Niemiec.
Śląsk odgrywał kluczową rolę w gospodarce III Rzeszy. Praktycznie nie ucierpiał w czasie wojny , na tym terenie znajdowały się potężne zakłady zbrojeniowe zasilane przez Górnośląskie Zagłębie Węglowe oraz wykorzystujące śląskie złoża miedzi, ołowiu i cynku. Śląsk nazywano „drugim Zagłębiem Ruhry”, a także „kuźnią broni Wielkiej Rzeszy”.
Do 17 lutego jednostki 3 Gwardyjskiej Armii Pancernej wyruszyły w kierunku na Lubań, przecinając niezwykle ważną dla obrony całej Rzeszy linię Kolei Górnośląskiej . Doszło do walk ulicznych w mieście, w których broniący się Niemcy, skutecznie używali przeciwko czołgom panzerfaustów. W walkach brały udział jednostki Volkssturmu, Hitlerjugend i własowców .

### Operacja „Kozica”
W tamtym czasie rozmawiając w swoim gronie o „operacji Lauban” dawaliśmy jej pewną szansą powodzenia, natomiast wyzwolenie Breslau było dla nas utopią, a idea „wiosennej ofensywy” czystym szaleństwem.

W dniach 2–5 marca 39 Korpus Pancerny gen. Karla Deckera zaczął okrążać zgrupowanie radzieckie od północnego zachodu, a od południowego wschodu otaczał je 57 Korpus Pancerny gen. Friedricha Kirchnera. Na zachodzie obronę utrzymywała niemiecka 6 Dywizja Grenadierów Ludowych. Większość jednostek 3 Armii Pancernej gen. Rybałki znalazła się w „kotle”. W celu ocalenia okrążonego zgrupowania radzieckiego, z odwodu armii wysłany został 57 Samodzielny Gwardyjski Pułk Czołgów Ciężkich , dzięki czemu prawie całe pozostające w walce zgrupowanie zostało uratowane. Do niewoli dostało się 176 żołnierzy. Niemcy zdobyli też 48 dział samobieżnych .
Od 6 do 12 marca radzieckie jednostki 52 Armii i pozostałości 3 Gwardyjskiej Armii Pancernej skutecznie odpierały ataki sił niemieckich, które parły w kierunku Wrocławia. W dniach 13–14 marca oddziały 3 Gwardyjskiej Armii Pancernej zostały wycofane na tyły frontu w rejon na południe od Bolesławca w celu uzupełnienia stanu osobowego i sprzętu.

## Bilans
W wyniku walk około 60% miasta zostało zniszczone. W 1946 roku pozostała ludność niemiecka została wysiedlona, a miasto znalazło się w granicach Polski.

## Realia
- 6 marca 1945 w walkach o Lubań poległ dwukrotny Bohater Związku Radzieckiego, dowódca 23 Gwardyjskiej Brygady Strzelców Zmotoryzowanych Aleksandr Aleksiejewicz Gołowaczow.
- 8 marca 1945 roku do Lubania przybył Joseph Goebbels i na rynku miasta wręczył 16-letniemu Wilhelmowi Hübnerowi Krzyż Żelazny 2 klasy za zasługi w obronie miasta[5].
- Wizyta Goebbelsa znalazła się w jednym z wydań cotygodniowej wojennej kroniki filmowej „Die Deutsche Wochenschau”. W tym samym wydaniu pokazano propagandowo ślady okrucieństw, których miała się dopuścić Armia Czerwona[5].
- Zdobycie Lubania przez Armię Czerwoną, w bardzo swobodnej interpretacji (bez żadnych działań wojennych) nie mającej nic wspólnego z prawdą historyczną, jest pokazane w radzieckim filmie przygodowym Działaj stosownie do sytuacji!(inne języki) (1984) w reżyserii Iwana Gorobieca – jednak obok fikcyjnego scenariusza, są tam częściowo odzwierciedlone także niektóre fakty i miejsca.